# منتظر چی هستی؟
منتظر چی هستی؟ (انگلیسی: What You Waiting For?) ترانه‌ای از گوئن استفانی است که در سال ۲۰۰۴ منتشر شد و در چارت استرالیا به رتبه یک رسید. در بسیاری از چارت‌های جهان نیز در ده ترانه برتر قرار گرفت.